# 亚沃里夫军事基地
亚沃里夫军事基地（羅馬化：Yavorivskyi viiskovyi polihon）是乌克兰西部的一个军事训练设施，位于亞沃里夫，它地處利沃夫西北30公里处，距波兰边境约10公里。该设施內有依據乌克兰-北约和平伙伴关系计划設立的國際維和與安全中心，隶属盖特曼彼得·萨盖达奇内国立陆军学院。该基地占地约390平方公里（151平方英里），可容纳1,790人。

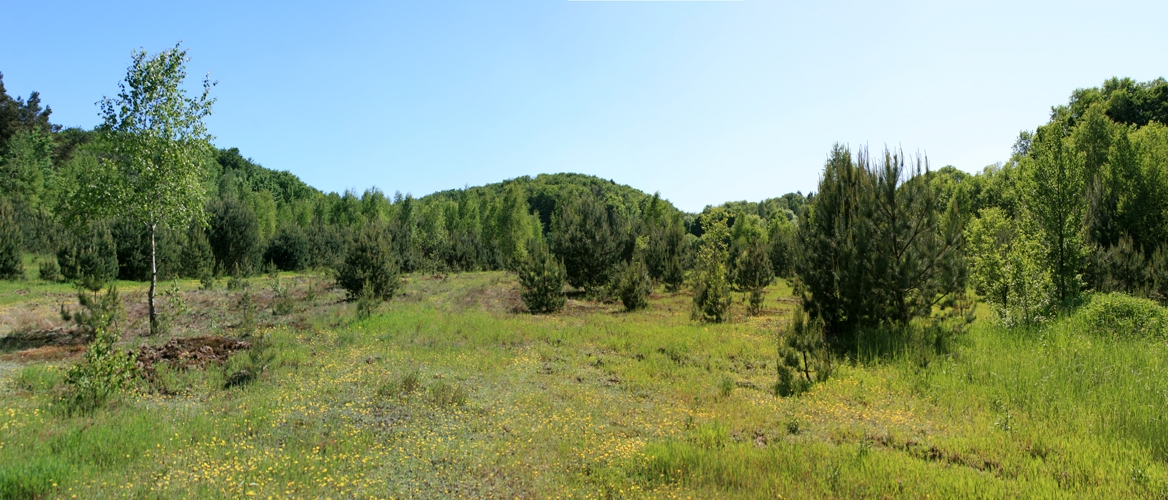
2008年的軍事基地

## 历史
1939年苏联占领波兰东部以及乌克兰西部前，當地是波兰军队的一个军事训练区。1940 年，亚沃里夫军事训练区成立。
1941年到1944年，该地区被德意志國防軍佔領。蘇聯紅軍收復當地後繼續由他們使用。1991年烏克蘭獨立後當地由乌克兰武装部队使用。後來烏克蘭軍隊會在當地与北约部队進行联合演习。 

## 2022年俄罗斯袭击
在2022年俄罗斯入侵乌克兰期间的2022年3月13日早些时候，亚沃里夫军事基地 遭到了俄罗斯导弹袭击。据乌克兰官员称，俄軍朝该基地发射了30枚火箭弹，造成35人死亡，134人受伤。 乌克兰官员还表示，有1000名外籍軍事人員（乌克兰领土防卫外籍志愿军团）在该基地训练。 俄罗斯国防部則宣布此次打擊已造成180名外国雇佣军死亡，大批外国武器被摧毀，并表示俄罗斯将继续打擊乌克兰境内的外国雇佣军；乌克兰国防部表示，尚未證實死者中有外国人。 一名北约官员表示，该基地內没有北约軍事人员，因为所有人员在俄羅斯入侵前都已离开该国。 